# 千葉県道166号馬来田停車場富岡線
千葉県道166号馬来田停車場富岡線（ちばけんどう166ごう まくたていしゃじょうとみおかせん）は、千葉県木更津市を走る一般県道。

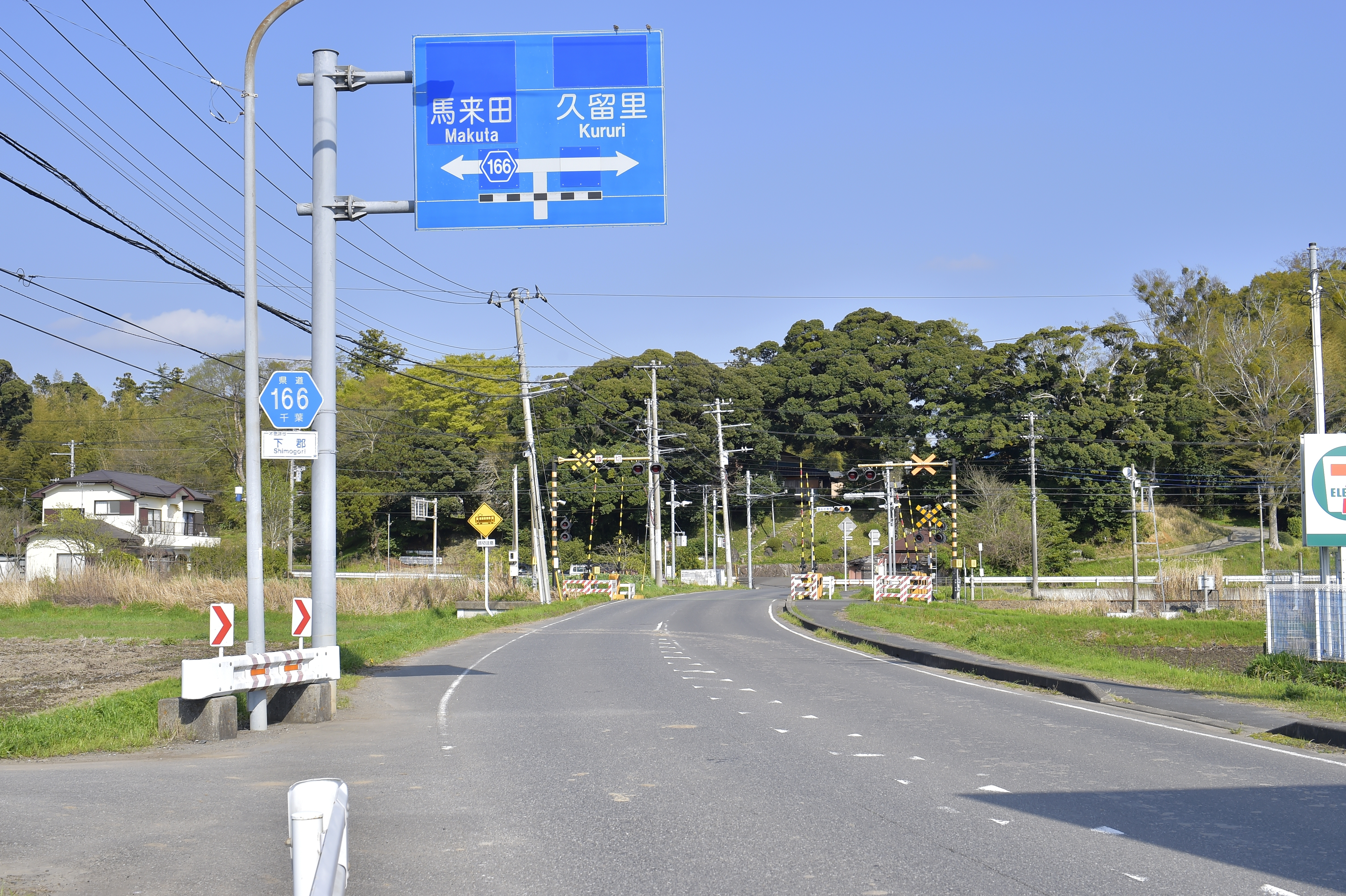
千葉県道166号馬来田停車場富岡線・木更津市下郡の湯名交差点付近（2023年4月）

## 路線データ
- 起点：木更津市真里（久留里線馬来田駅、国道410号・千葉県道168号鶴舞馬来田停車場線交点）
- 終点：木更津市下郡（千葉県道145号長浦上総線交点）
- 総延長：2.417 km（君津土木事務所管内：2.417 km[1]）
- 重用延長：1.178 km（君津土木事務所管内：1.178 km）
- 実延長：1.239 km（君津土木事務所管内：1.239 km[1]）

## 地理

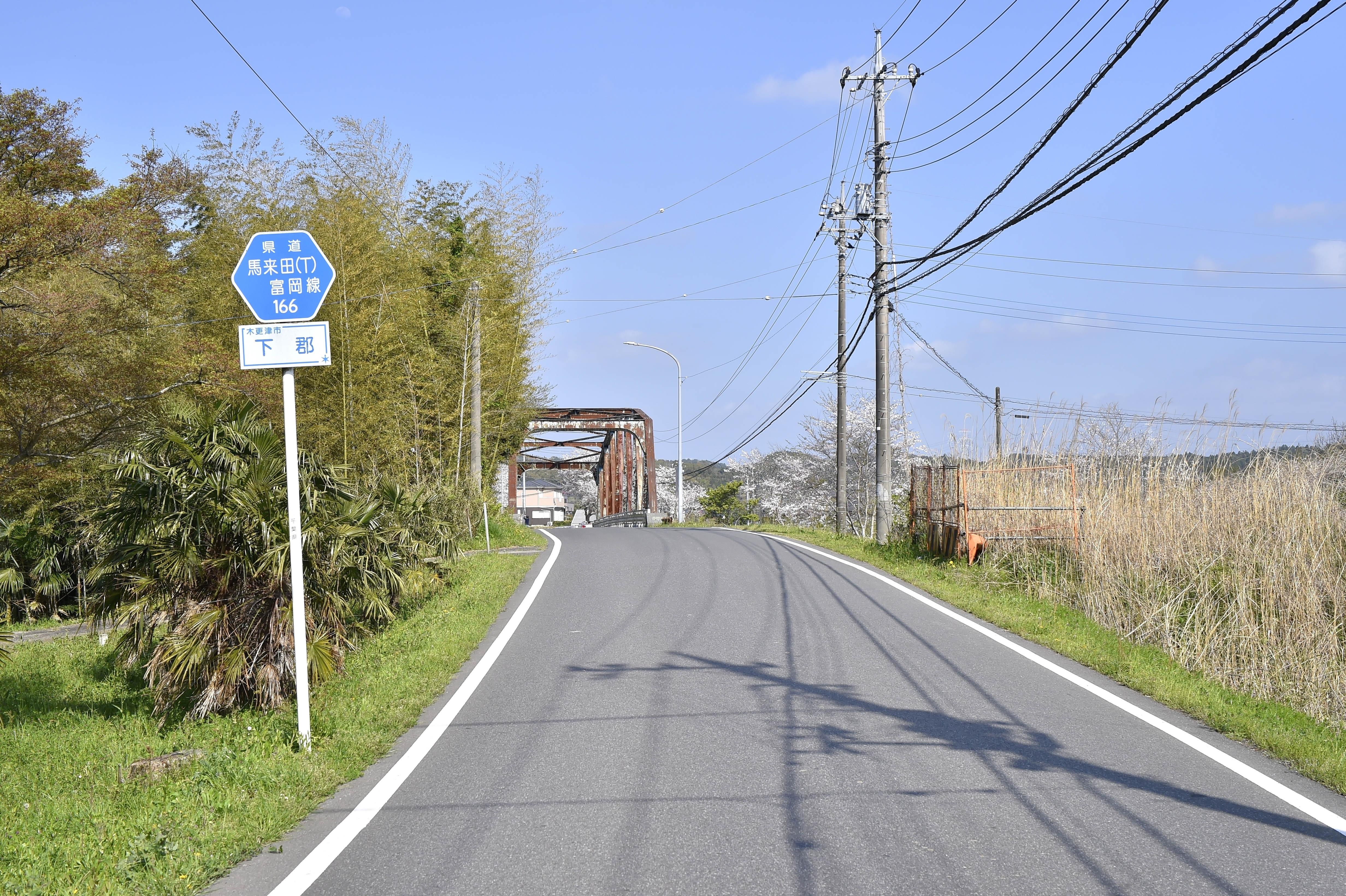
木更津市下郡の県道145号交点付近にて（2023年4月）

### 通過する自治体
- 木更津市

### 交差する道路
- 国道410号・千葉県道168号鶴舞馬来田停車場線 - 木更津市真里（久留里線馬来田駅、起点）
- 国道410号 - 木更津市下郡
- 千葉県道145号長浦上総線 - 木更津市下郡（終点）

### 沿線
- 下郡駅